# Dmitri Michailowitsch Schikin
Dmitri Michailowitsch Schikin (russisch Дмитрий Михайлович Шикин; * 28. August 1991 in Elektrostal, Russische SFSR) ist ein russischer Eishockeytorwart, der seit Mai 2021 bei Awtomobilist Jekaterinburg in der Kontinentalen Hockey-Liga unter Vertrag steht.

## Karriere
Dmitri Schikin begann seine Karriere als Eishockeyspieler in der Nachwuchsabteilung von Kristall Elektrostal, für dessen Profimannschaft er von 2006 bis 2009 in der Wysschaja Liga, der zweiten russischen Spielklasse, aktiv war. Anschließend wurde der Torwart im KHL Junior Draft 2009 in der ersten Runde als insgesamt dritter Spieler von Amur Chabarowsk ausgewählt. In der Saison 2009/10 blieb er jedoch noch ohne Einsatz in der Kontinentalen Hockey-Liga. Die gesamte Saison 2010/11 verbrachte er in der multinationalen Nachwuchsliga Molodjoschnaja Chokkeinaja Liga, in der er zunächst für das Juniorenteam von Amur Chabarowsk und nach seinem Wechsel im Oktober 2010 für das Juniorenteam des SKA Sankt Petersburg auflief. 
In der Saison 2011/12 war Schikin Ersatztorwart im KHL-Team von SKA Sankt Petersburg, während er parallel für dessen Farmteam HK WMF Sankt Petersburg in der Wysschaja Hockey-Liga zum Einsatz kam.
Im Juli 2014 tauschte ihn der SKA gegen ein Wahlrecht für den KHL Junior Draft 2015 von Atlant Moskowskaja Oblast. Für Atlant absolvierte er fünf Spiele in der KHL, ehe er Mitte Dezember 2014 im Tausch gegen ein Wahlrecht für den gleichen Draft wie zuvor zum SKA zurückkehrte. Zehn Tage später wurde er gegen eine Entschädigungszahlung an den HK Sotschi abgegeben. Beim HK Sotschi entwickelte er sich in den folgenden Jahren zu einem zuverlässigen KHL-Torhüter, absolvierte insgesamt über 120 Partien für Sotschi und überzeugte dabei mit guten Fangquoten und Gegentorschnitten.
Nach der Saison 2019/20 und sechs Spielzeiten für den Klub von der Schwarzmeerküste erhielt er keine Vertragsverlängerung beim HK Sotschi und wechselte zu Kunlun Red Star. Nach 36 Spielen für den chinesischen KHL-Teilnehmer, davon 26 Niederlagen, verließ er den Klub wieder und erhielt im Mai 2021 einen Vertrag bei Awtomobilist Jekaterinburg.

## Erfolge und Auszeichnungen
- 2011 Goldmedaille bei der U20-Junioren-Weltmeisterschaft